# Bettmeralp VS
| VS ist das Kürzel für den Kanton Wallis in der Schweiz. Es wird verwendet, um Verwechslungen mit anderen Einträgen des Namens Bettmeralp zu vermeiden. |

Bettmeralp (walliserdeutsch Bättmeralp) ist eine am 1. Januar 2014 aus den bestehenden Gemeinden Betten und Martisberg entstandene Munizipalgemeinde mit der neuen BFS-Nr. 6205 sowie eine Burgergemeinde. Sie liegt im Bezirk Östlich Raron im Schweizer Kanton Wallis. Die neue Gemeinde wurde nach dem Bettener Feriendorf Bettmeralp benannt.

## Geographie
Bettmeralp liegt in den Berner Alpen am Nordhang über dem Rhonetal im Oberwallis und ist aus drei Ortschaften aufgebaut: Dem Hauptdorf Betten, bestehend aus den Ortsteilen Egga und Dorf (1203 m ü. M.), dem namensgebenden Ferienort Bettmeralp (1948 m ü. M.) sowie dem Dorf Martisberg (1367 m ü. M.), welches aus der Hauptsiedlung Hittubodu und dem früheren Dorfkern Derfji aufgebaut ist. Die Gemeinde ist Teil vom UNESCO-Welterbe Aletschgebiet, der höchste Punkt befindet sich mit 4193 m ü. M. auf dem Aletschhorn an der Grenze zu Naters. Die Gemeinde ist umgeben von den Bergen Dreieckhorn (3811 m ü. M.), Olmenhorn (3314 m ü. M.), Eggishorn (2926 m ü. M.) und Bettmerhorn (2872 m ü. M.). Oberhalb der Bettmeralp befindet sich der Bettmersee. Bettmeralp grenzt im Norden ans Fieschertal, im Osten an Fiesch und Lax, im Süden an Grengiols und Mörel-Filet sowie im Westen an Riederalp und Naters.

### Flächennutzung

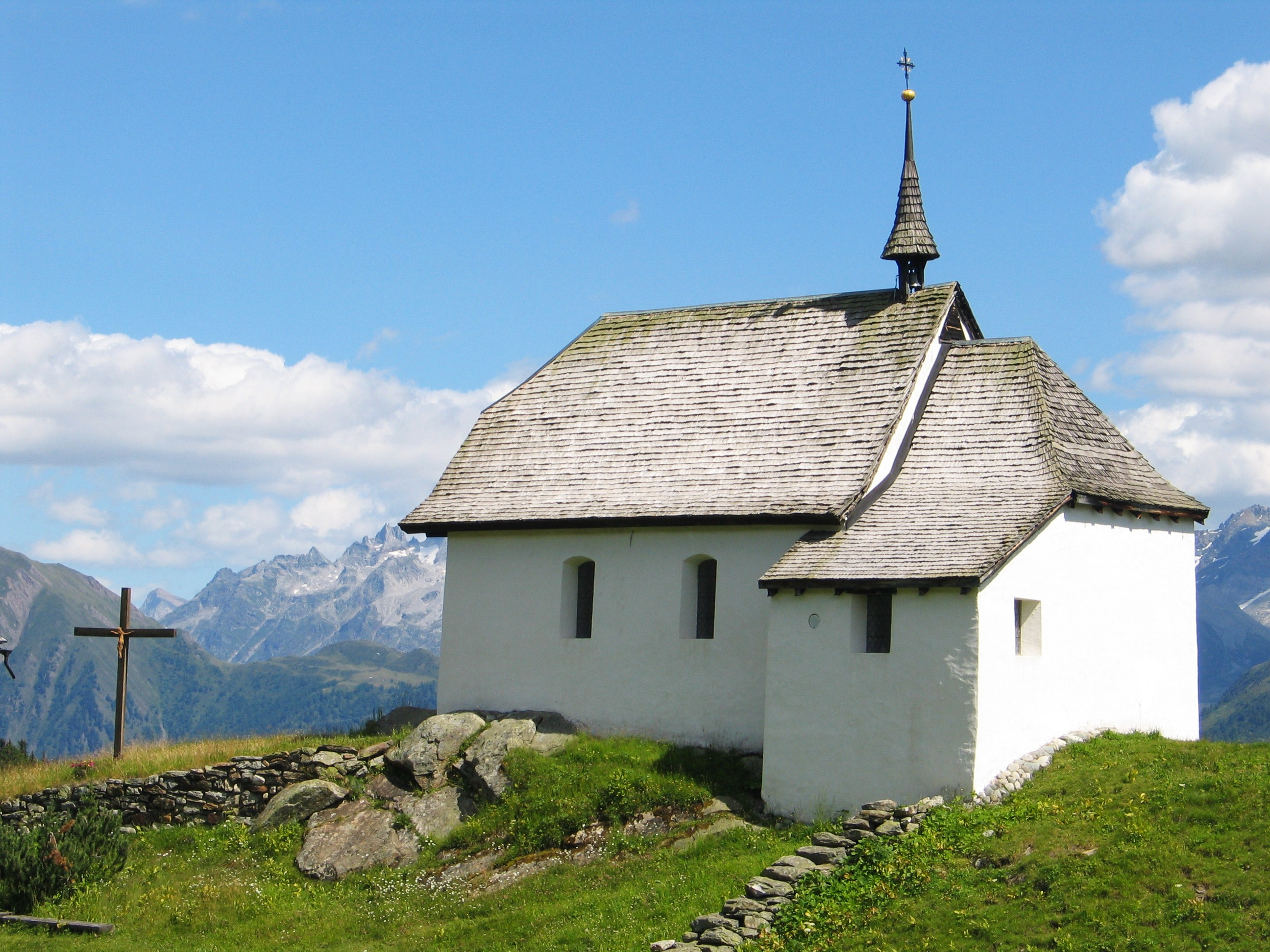
Betkapelle Maria zum Schnee

Im Jahr 2009 bestand die Gemeindefläche von 29,4 km2 zu 17,0 % aus Landwirtschafts- und zu 1,4 % aus Siedlungsfläche. Historisch betrachtet bedeutet das eine Zunahme der Siedlungsfläche seit 1985 um 13 ha auf Kosten der Landwirtschaftsfläche, welche im gleichen Zeitraum um 49 ha abnahm. Die bestockte Fläche (d. h. Gehölz, Wald) machte 15,9 % aus, der restliche Anteil galt als unproduktive Fläche.

## Geschichte

Luftbild von Werner Friedli (1949)

Erstmals wird der Ort Betten 1343 erwähnt; damals war das Dorf mit Goppisberg Teil des Zenden Östlich-Raron. 1571 wurde auf der Bettmeralp (damals Terpetsch) die Annakapelle gebaut, 125 Jahre später die Kapelle Maria zum Schnee. 1748 wurde ein Rektorat eingerichtet, welches allerdings erst 17 Jahre später besetzt wurde. In den Jahren 1676 und 1853 wurden Dorfbrände verzeichnet. Im 19. Jahrhundert setzte besonders im Dorf Martisberg eine Auswanderungswelle ein, bei der viele Bewohner nach Argentinien auswanderten. Mit dem einsetzenden Tourismus begann in den 1930er Jahren ein rascher Wandel vom Bauerndorf zu einer Feriendestination, das wirtschaftliche Leben verlagerte sich im Laufe des Jahrhunderts immer mehr auf die Bettmeralp. Anfang 2014 wurde die Gemeinde Bettmeralp gegründet, indem die ehemaligen Gemeinden Betten und Martisberg fusionierten.

## Bevölkerung
Bettmeralp hatte im Jahr 2016 442 Einwohner in 219 Haushalten, davon waren rund 86,9 % Schweizerinnen und Schweizer und 13,1 % Ausländerinnen und Ausländer. Die Bevölkerung umfasste 63 Jugendliche und 379 Erwachsene, davon wiederum waren 95 Einwohner 65 Jahre alt oder älter. Niemand lebte von Sozialhilfe.

## Politik

### Nationale Wahlen
Bei den Nationalratswahlen 2015 betrugen die Wähleranteile in Bettmeralp: CVP 57,3 %, SVP 28,7 %, SP 6,3 %, Grüne 4,9 %, FDP 2,6 %, EVP 0,2 %.

## Sehenswürdigkeiten
Bettmeralp ist besonders als Ferienort bekannt. Durch die Nähe zum Aletschgletscher, dem grössten seiner Art in den Alpen, sowie einem attraktiven Skigebiet mit Blick über Dom und Matterhorn gilt Bettmeralp als etablierte Wintersportdestination. Auch das Wanderwegnetz ist familienfreundlich ausgebaut.
Weiter sehenswert sind der Aletschwald mit den ältesten Bäumen des Landes, der Bettmersee sowie die Kapelle Maria zum Schnee im Dorf selbst.

## Verkehr
Bettmeralp ist autofrei. Sowohl das Dorf Betten wie das Tourismusgebiet Bettmeralp sind für Feriengäste nur mit der Seilbahn erreichbar. Auch das Müllauto wird mithilfe der Seilbahn transportiert und kann deshalb bei jeder Fuhre nur zwei Tonnen Last aufnehmen.